# Jacques Du Frische
 (février 2025).
Jacques Du Frische, né en 1640 à Sées en Normandie et mort le 15 mai 1693 à Saint-Germain-des-Prés, est un érudit bénédictin français de la congrégation de Saint-Maur.

## Biographie
Issu d’une des plus riches familles de la ville de Sées et parent du savant Simon Bougis, Jaques du Frische, après avoir achevé ses études, entra à l’abbaye de Jumièges, à l’âge de vingt et un ans.
Ses supérieurs l’envoyèrent à l’abbaye de Tiron, pour y professer la rhétorique, emploi qu’il exerça pendant plusieurs années à leur satisfaction. Son commerce était doux et sa conversation agréable. La culture des lettres avait encore perfectionné en lui ces heureuses qualités. On lui offrit, dans la congrégation, des places qu’il refusa, parce qu’elles l’auraient détourné de ses occupations favorites.
Son ancien maître, dom Merrolle, étant devenu supérieur général, l’appela à Paris, à l’abbaye de Saint-Germain-des-Prés, où il le chargea d’abord des fonctions curiales et de la pénitencerie, que les religieux avaient droit d’exercer dans leur enclos. Dom Du Frische se consacra tout entier à la pénible tâche de revoir les passages des anciens Pères, sur les manuscrits et les anciennes éditions.
La congrégation avait déjà recueilli d’amples et d’utiles fruits de ses veilles. Elle avait lieu d’en attendre davantage, lorsqu’il fut moissonné à un âge où il peut encore rester de longues espérances. Il mourut, ayant à peine 52 ans, d’une fièvre violente et maligne.

## Publications
On a de ce savant religieux : 
- la Vie de saint Augustin (avec dom Hugues Vaillant) ;Cette vie, composée en latin sur les mémoires de Tillemont, était destinée à la belle édition bénédictine de Saint-Augustin, et se trouve dans le 13e volume des œuvres de ce père. Dom Bonaventure d'Argonne dit qu’on avait promis cette vie en français. Il paraît que le projet n’a pas été réalisé. Elle a été traduite en italien, en 1729 ; mais on la dit tronquée en plusieurs endroits et bien différente de l’original.
- S. Ambrosii Mediolanensïs episcopi opera ad manuscriptos codices, née non ad editiones veteres emendata, studio et labore monachorum S. Benedicti ex congregatione S. Mauri, Paris, 1686 et 1690, 2 vol. in-fol. (avec dom Nicolas Lenourry) ;Il y avait plusieurs éditions de Saint-Ambroise. La première remonte à 1485 et reparut en 1490. On en a une de Bâle, de 1492, réimprimée en 1506. Érasme en a donné une. Il y en a une autre de Paris, 1558. Enfin, le cardinal de Montalte qui, depuis, fut Sixte V, en a publié une en 5 volumes, de 1580 jusqu’en 1585, laquelle fut réimprimée à Paris en 1586, et l’a été souvent dans la suite : mais toutes ces éditions étaient plus ou moins défectueuses. Les savants chargés de celle-ci, après avoir recherché les vices des éditions précédentes et les avoir indiqués dans leur préface, n’ont rien négligé pour la perfectionner. Ils ont distingué les ouvrages qui sont de Saint-Ambroise de ceux qui lui sont attribués, et ils ont rejeté ceux-ci-à la fin. Leur édition d’ailleurs, est enrichie de notes et de remarques, soit sur les différentes leçons, soit sur les endroits difficiles ; et tel a été le succès de leur travail, qu’elle passe pour l’une des plus estimées de celles que l’on doit à cette célèbre congrégation. Les exemplaires en sont devenus rares. Lorsque cette édition fut achevée, dom Du Frische entreprit celle de Saint-Grégoire de Nazianze. Il employa deux ans à recueillir les variantes des différents manuscrits et à préparer ses matériaux. Une mort prématurée ne lui permit pas d’en faire l’emploi. Pinsson, avocat au parlement, a fait l’éloge de dom Du Frische, dans une lettre imprimée en 1694.

## Source
« Jacques Du Frische », dans Louis-Gabriel Michaud, Biographie universelle ancienne et moderne : histoire par ordre alphabétique de la vie publique et privée de tous les hommes avec la collaboration de plus de 300 savants et littérateurs français ou étrangers, 2e édition, 1843-1865 [détail de l’édition]